# Dibunostoma
Dibunostoma is een mosdiertjesgeslacht uit de familie van de Thalamoporellidae en de orde Cheilostomatida. De wetenschappelijke naam ervan is in 1963 voor het eerst geldig gepubliceerd door Cheetham.

## Soorten
- Dibunostoma expansum (Levinsen, 1909)
- Dibunostoma reversum (Harmer, 1926)
- Dibunostoma verrilli (Soule & Soule, 1970)